# حرکت یخچالی

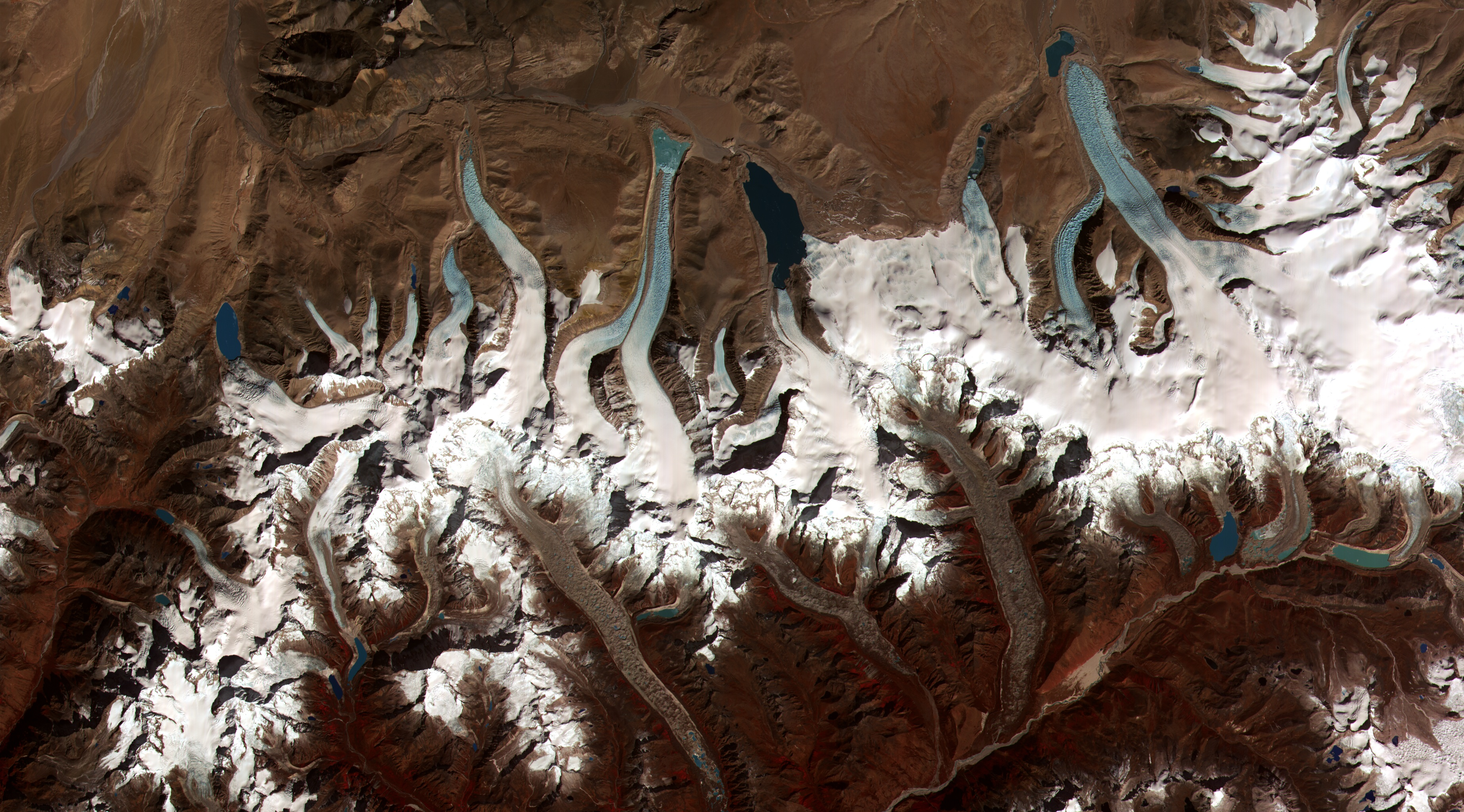
پایانه یخچال‌های طبیعی در بوتان - هیمالیا. دریاچه‌های یخچالی در چند دهه اخیر به سرعت در سطح یخچال‌های طبیعی پوشیده از زباله در این منطقه شکل گرفته‌اند. پژوهشگران USGS ارتباط قوی بین افزایش دما و عقب‌نشینی یخچالی در این منطقه یافته‌اند.

حرکت یخچالی یا جابجایی یخچالی (به انگلیسی: Glacial motion)، جابجایی یخچال‌های طبیعی است که می‌توان آن را به رودخانه‌های یخی تشبیه کرد. نقش مهمی در پیکره‌سازی بسیاری از چشم‌اندازها داشته است. بیشتر دریاچه‌های جهان حوضه‌هایی را اشغال می‌کنند که توسط یخچال‌های طبیعی پاک شده‌اند. حرکت یخچالی می‌تواند سریع باشد (تا ۳۰ متر بر روز (۹۸ فوت بر روز) ، دیده شده است که در Jakobshavn Isbræ در گرینلند )  یا آهسته‌تر ( ۰٫۵ متر بر سال (۲۰ اینچ در سال) روی یخچال‌های طبیعی کوچک یا در مرکز صفحه‌های یخی)، اما معمولاً حدود ۲۵ سانتیمتر بر روز (۹٫۸ اینچ بر روز) است. 